# Isnelle Amelin
Isnelle Amelin (geborene Baret; geboren am 14. September 1907 in Saint-Leu; gestorben am 4. Februar 1994 in Saint-Denis, der Hauptstadt von La Réunion) war eine französische Politikerin und Gewerkschafterin.

## Leben und Wirken

### Kindheit und Jugend
Isnelle wurde als Kind einer in bescheidenen Verhältnissen lebenden weißen Familie geboren. Ihr Vater, Aimé Leopold Baret, war Waldarbeiter; ihre Mutter, Eugénie Gaspard, hatte keine bezahlte Arbeit und züchtete Tiere. Als sie 25 Jahre alt war, waren die Eltern und alle Geschwister an Malaria oder Tuberkulose gestorben.
Mit 33 Jahren heiratete sie Raoul Amelin, einen Polizeiinspektor und aktiven Kommunisten. Sie nahmen gemeinsam den Kampf gegen die sozialen Hierarchien in der Kolonie auf.

### Berufliche und politische Laufbahn
1927 wurde sie bei der  Banque de la Réunion angestellt. Später wurde sie Stadträtin von Saint-Denis von 1945 bis 1959, dann Generalrätin der Fédération Réunionnaise als Vertreterin der Kommunistischen Partei Frankreichs;; sie war vor allem für ihr feministisches Engagement auf regionaler Ebene bekannt. Sie wurde unter anderem Vorsitzende der Frauenunion von La Réunion.
Gemeinsam mit Raymond Vergès engagierte sie sich für die Rettung von Kleinkindern und alleinstehenden älteren Menschen, indem sie mit ihm dafür sorgte, dass allen Impfstoffe zur Vorbeugung von Epidemien zur Verfügung gestellt wurden.

### Gewerkschaftliches und politisches Engagement
Amelin trat ab 1944 der CGT bei. Sie gründete das Syndicat général des employés de banque et de commercedie  (zu deutsch: die Allgemeine Gewerkschaft der Bank- und Handelsangestellten), in der sie von 1945 bis 1955 als Generalsekretärin fungierte. 1945 war sie Mitbegründerin des Comité Républicain d’action démocratique et sociale (CRADS), das den Kolonialstatus abschaffen wollte, und beteiligte sich so an der Departementalisierungsbewegung.
Sie engagierte sich auch für die  Entkolonialisierungsbewegung in Madagaskar.
Als sie als Delegierte in einem Wahllokal in der Stadt Saint-Denis einen Wahlbetrug verhindern wollte, wurde sie von einer Miliz, die die Wahlurne stehlen wollte, schwer verletzt. Nach diesem Vorfall und aufgrund ihrer „als subversiv empfundenen Aktivitäten“ wurde sie von der Polizei festgenommen. Sie war gezwungen, vorzeitig in den Ruhestand zu gehen.

### Engagement als Feministin
Gemeinsam mit anderen kommunistischen Aktivistinnen gründete sie 1946 die Fédération réunionnaise de l'Union des femmes françaises (UFF), die erste feministische Organisation in der Geschichte der Insel, in der sie als Generalsekretärin fungierte. Sie kämpfte  für das Ende der Kolonialregelungen sowie für  soziale Rechte wie Kindergeld, Sozialversicherung, Arbeitslosengeld oder kostenlose medizinische Versorgung ein.
Ihr Kampf konzentrierte sich insbesondere auf die Unterstützung von Arbeiterinnen (Hausangestellte, Wäscherinnen usw.), deren Kämpfe sie unterstützte und für die sie Kinderkrippen einrichtete.

## Nachleben
Nach ihr wurden 2005 ein berufliches Gymnasium in der Gemeinde Sainte-Marie sowie zwei Kindergärten in La Possession und Saint-Pierre (Ravine des Cabris) benannt.